# Lemps (Drôme)
Lemps ist ein Ort und eine französische Gemeinde mit 43 Einwohnern (Stand 1. Januar 2022) im Département Drôme in der Region Auvergne-Rhône-Alpes (vor 2016 Rhône-Alpes). Sie gehört zum Arrondissement Nyons und zum Kanton Nyons et Baronnies. Die Einwohner werden Lempsois genannt.

## Lage
Lemps liegt etwa 80 Kilometer südöstlich von Valence im Regionalen Naturpark Baronnies Provençales. Umgeben wird Lemps von den Nachbargemeinden Verclause im Norden, Rosans im Nordosten, Montferrand-la-Fare im Osten, Saint-Sauveur-Gouvernet im Süden und Südwesten sowie Bellecombe-Tarendol im Westen und Nordwesten.

## Bevölkerungsentwicklung
| Jahr                       | 1962 | 1968 | 1975 | 1982 | 1990 | 1999 | 2006 | 2019 |
| -------------------------- | ---- | ---- | ---- | ---- | ---- | ---- | ---- | ---- |
| Einwohner                  | 67   | 74   | 41   | 50   | 43   | 44   | 42   | 49   |
| Quellen: Cassini und INSEE |      |      |      |      |      |      |      |      |

## Sehenswürdigkeiten

Kirche Saint-Pierre

- Kirche Saint-Pierre